# اقتصاد دانش‌بنیان
اقتصاد دانش‌بنیان (به انگلیسی: Knowledge-based economy) به‌کارگیری دانش برای ایجاد کالاها و خدمات است. به‌طور ویژه، به بخش بالایی از کارگران ماهر در اقتصاد یک محل، کشور یا جهان اشاره دارد و این ایده که بیشتر مشاغل نیاز به مهارت‌های تخصصی دارد. به‌طور ویژه، سرمایه اصلی کارگران، دانش است و بسیاری از مشاغل کارگرانی نیاز دارند که دارای دانشی برای به دست آوردن اطلاعات و ساختن ایده‌های جدید نیاز دارند. این برخلاف اقتصاد کشاورزی (جایی که فعالیت اصلی کشاورزی معیشتی است که نیاز اصلی آن کار دستی است) یا یک اقتصاد صنعتی (که تولید انبوه دارد اما در جایی که بیشتر مشاغل نسبتاً غیرماهر هستند). اقتصاد دانش‌بنیان بر اهمیت مهارت در یک اقتصاد خدماتی تأکید دارد، مرحله سوم توسعه اقتصادی که به آن اقتصاد پساصنعتی نیز گفته می‌شود. این اصطلاحات مربوط به اقتصاد اطلاعاتی است که بر اهمیت اطلاعات به‌عنوان سرمایه غیرفیزیکی و اقتصاد دیجیتال تأکید می‌کند، که تأکید بر میزان تسهیل فناوری اطلاعات تجارت است.
برای شرکت‌ها، مالکیت معنوی مانند اسرار تجاری، مطالب دارای حق چاپ و فرایند ثبت اختراع در اقتصاد دانش‌بنیان بیشتر از دوره‌های پیشین با ارزش‌تر می‌شود. انتقال اقتصاد جهانی به اقتصاد دانش‌بنیان همچنین به‌عنوان عصر اطلاعات شناخته می‌شود و جامعه اطلاعاتی را به وجود می‌آورد. اصطلاح اقتصاد دانش‌بنیان توسط پیتر دراکر عنوان فصل ۱۲ در کتاب «عصر ناپیوستگی» (۱۹۶۹) معروف شد که دراکر به اقتصاددان فریتز ماچلوپ نسبت داد، و منشأ آن ایده مدیریت علمی است که توسط فردریک وینسلو تایلور توسعه یافته‌است.
در محیط‌های شهری که اقتصاد پیچیده‌تر است نسبت به محیط روستایی که مسائل اقتصادی سادگی بیشتری دارند اقتصاد دانش محور بهتر جلوه و تأثیرگذارتر است گرچه به‌کارگیری دانش در محیط‌های روستایی نیز می‌تواند بسیار گذار و مؤثر بر رفاه عمومی روستا و جامعه روستا باشد.

## شاخص‌های اقتصاد دانش محور
برخی از اندیشمندان شاخص‌های اقتصاد دانش محور را با تکیه بر توسعهٔ فناوری در موارد زیر عنوان کرده‌اند:
1. دسترسی به خطوط پرسرعت اینترنت
2. دارا بودن سرور مطمئن (هر صد هزارنفر)
3. داشتن وب سایت برای افراد (هر هزارنفر)
4. شمار مشرکین تلفن همراه در کشور (هر ۱۰۰ نفر)
5. شمار مشترکین اینترنت در هر کشور (هر ۱۰۰ نفر)
6. میزان سرمایه‌گذاری شهروندان در زمینه ICT[۳]

## مفاهیم
یک مفهوم اصلی اقتصاد دانش‌بنیان این است که دانش و آموزش (که بیشتر از آن به‌عنوان "سرمایه انسانی" یاد می‌شود) می‌توان به‌عنوان یکی از دو مورد زیر رفتار کرد:
یک: محصول تجاری، به‌عنوان محصولات و خدمات روشنفکر آموزشی و نوآورانه می‌تواند برای بازدهی ارزش بالایی صادر شود.
دو: دارایی تولیدی
می‌توان آن را این چنین تعریف کرد:
(تولید و خدمات مبتنی بر فعالیت‌های دانش فشرده که منجر به تسریع در پیشرفت فنی و علمی و همچنین منسوخ شدن سریع می‌شوند. مؤلفه اصلی اقتصاد دانش، اعتماد به نفس بیشتر از سرمایه فیزیکی یا منابع طبیعی است)
پایه و اساس اولیه یِ اقتصاد دانش در سال ۱۹۶۶ در کتاب «عصر ناپیوستگی» نوشته یِ پیتر دراکر معرفی شد. دراکر در این کتاب تفاوت میان کارگر دستی و کارگر دانش‌بنیان را توضیح داده‌است. کارگر دستی، به گفته وی، با دستان خود کار می‌کند و کالاها یا خدمات را تولید می‌کند. در مقابل، یک کارگر دانش‌بنیان با سر خود کار می‌کند، نه دست، و ایده‌ها، دانش و اطلاعات را تولید می‌کند.
مشکل اساسی در رسمی سازی و الگوسازی اقتصاد دانش، تعریف مبهم از دانش است که یک مفهوم نسبتاً نسبی است. به‌عنوان مثال، صحیح نیست جامعه اطلاعات را قابل تعویض با جامعه دانش بدانیم. اطلاعات معمولاً معادل دانش نیست. به‌کارگیری آن‌ها بستگی به ترجیحات فردی و گروهی دارد که «وابسته به اقتصاد» است.

## تاریخچه
اقتصاد دانش‌بنیان نیز به‌عنوان واپسین مرحله توسعه در بازسازی اقتصاد جهانی شناخته می‌شود. تاکنون، جهان توسعه یافته از اقتصاد کشاورزی (عصر پیش از تولید صنعتی، بیشتر بخش کشاورزی) به اقتصاد صنعتی (با عصر صنعتی، بیشتر بخش تولید) به اقتصاد پسا صنعتی / تولید انبوه (اواسط دهه ۱۹۰۰، بیشتر بخش خدمات) به اقتصاد دانش‌بنیان (اواخر دهه ۱۹۰۰–۲۰۰۰، بیشتر بخش فناوری / سرمایه انسانی) رسیده‌است. این واپسین مرحله توسط تحولات (که گاهی از آن به‌عنوان انقلاب دانش نامیده می‌شود) در نوآوری‌های فناورانه و نیاز رقابتی جهانی برای نوآوری با محصولات و فرایندهای جدیدی که از جامعه تحقیق توسعه می‌یابد، مشخص شده‌است. توماس ال استوارت خاطرنشان می‌کند: درست همان‌طور که انقلاب صنعتی به دلیل پایان دادن به کشاورزی به دلیل پایان‌دادن به کشاورزی، مردم مجبور به خوردن بودند، بعید است که انقلاب دانش باعث پایان‌دادن به صنعت باشد، زیرا مردم هنوز به محصولات فیزیکی احتیاج دارند.
در اقتصاد دانش‌بنیان، نیروی کار تخصصی به‌عنوان سواد رایانه‌ای شناخته می‌شود و در پردازش داده‌ها، توسعه الگوریتم‌ها و مدل‌های شبیه‌سازی شده و نوآوری در فرایندها و سامانه‌ها، به خوبی آموزش دیده‌است. مایکل پورتر، استاد دانشکده بازرگانی هاروارد، ادعا می‌کند که اقتصاد امروز بسیار پویاتر است و مزیت مقایسه‌ای کمتر از مزیت رقابتی است که به «استفاده بیشتر از ورودی‌ها، که به نوآوری پیوسته نیاز دارد» متکی است. در نتیجه، مشاغل STEM فنی شامل دانشمندان رایانه، مهندسین، شیمی‌دانان، زیست‌شناسان، ریاضی‌دانان و مخترعان علمی تقاضای همیشگی را در سال‌های آینده شاهد خواهند بود. علاوه بر این، خوشه‌های واقع شده، که مایکل پورتر معتقد است در اقتصادهای جهانی بسیار حیاتی است، به‌صورت محلی با صنایع مرتبط، تولیدکنندگان و دیگر نهادهای مرتبط با مهارت، فن آوری و دیگر ورودی‌های متداول ارتباط برقرار کنید. از این رو، دانش کاتالیزور و پیوند دهنده در اقتصادهای مدرن است. رگولس و هولس هوس استدلال می‌کنند که این تغییر با پراکندگی قدرت و مدیرانی مشخص می‌شود که با توانمندسازی کارگران دانش برای مشارکت و تصمیم‌گیری همراه هستند.
با کمبود منابع طبیعی زمین در نتیجه نیاز به زیرساخت‌های سبز، یک صنعت لجستیکی که مجبور به تحویل به موقع، افزایش تقاضای جهانی، سیاست نظارتی است که با نتایج عملکرد اداره می‌شود، و شمار دیگری از موارد دیگر اولویت بالایی در دانش دارند؛ و پژوهش‌ها مهم هستند. دانش تخصص فنی، حل مسئله، سنجش عملکرد و ارزیابی و مدیریت داده‌های مورد نیاز برای مقیاس جهانی میان مرزی، میان رشته‌ای رقابت امروز را فراهم می‌کند.
نمونه‌هایی در سراسر جهان از اقتصاد دانش‌بنیان در میان بسیاری از کشورها اتفاق می‌افتد: مهندسی هوافضا و خودرو در مونیخ، آلمان؛ زیست‌فناوری در حیدرآباد، هند؛ الکترونیک و رسانه‌های دیجیتال در سئول، کره جنوبی؛ صنعت پتروشیمی و انرژی در برزیل. بسیاری از شهرها و مناطق دیگر سعی می‌کنند از یک الگوی توسعه دانش محور پیروی کنند و پایه و اساس دانش خود را با سرمایه‌گذاری در موسسات آموزش عالی و پژوهشی افزایش دهند تا بتوانند نیروی کار ماهر و بالاتری را جذب کنند و خود را در رقابت جهانی جای دهند. با وجود این، باوجود ابزارهای دیجیتالی که دسترسی به دانش را دموکراتیک می‌کنند، پژوهش‌ها نشان می‌دهد که فعالیت‌های اقتصاد دانش‌بنیان هر روز در هسته‌های اقتصادی سنتی متمرکز هستند.
پیشنهاد شده‌است گام بعدی تکاملی پس از اقتصاد دانش، اقتصاد شبکه است، جایی که اکنون دانش نسبتاً بومی شده و به نفع اعضای شبکه به‌طور کلی، در میان و در شبکه‌های مختلف به اشتراک گذاشته شده‌است، برای به‌دست آوردن سود اقتصادی. در مقیاس گسترده‌تر و بازتر، این فرضیه وجود دارد که تکامل تدریجی اقتصاد شبکه می‌تواند یک نظم اقتصادی بهم پیوسته ایجاد کند، که از آن پس  آغاز به تمرکز روی شور و اشتیاق افراد کند و به تدریج به یک اقتصاد مبتنی بر شور و اشتیاق منجر شود.

## فناوری
الزامات فناوری برای یک سامانه نوآورانه، همان‌طور که توسط انستیتوی بانک جهانی شرح داده شده‌است، باید بتواند یک فرایند یکپارچه را منتشر کند که با به‌کارگیری آن، یک روش کار ممکن است راه‌حل‌های علمی و فناوری و راه‌حل‌های سازمانی را همگرایی کند. مطابق تعریف مؤسسه بانک جهانی، چنین نوآوری باعث می‌شود دیدگاه مؤسسه بانک جهانی که در اهداف توسعه هزاره آن‌ها مشخص شده‌است، بیشتر شود.

### چالش‌های کشورهای در حال توسعه
گزارش کمیسیون علم و فناوری سازمان ملل متحد برای توسعه (UNCSTD، ۱۹۹۷) نتیجه گرفت که کشورهای در حال توسعه می‌توانند ICTهای موفقیت‌آمیز و توسعه پایدار را به منظور مشارکت در اقتصاد دانش‌بنیان لازم برای مداخله جمعی و استراتژیک انجام دهند. چنین مداخله جمعی پیشنهاد می‌شود در توسعه سیاست‌های مؤثر فناوری اطلاعات و ارتباطات که از چارچوب نظارتی جدید پشتیبانی می‌کنند، تولید دانش منتخب و به‌کارگیری فناوری اطلاعات و ارتباطات و مهار تغییرات سازمانی آن‌ها بنابر اهداف توسعه هزاره باشد.